# Spongiforma squarepantsii
Spongiforma squarepantsii is een in 2011 ontdekte paddenstoelensoort, vernoemd naar het tekenfilmkarakter SpongeBob SquarePants.
De paddenstoel werd ontdekt in de wouden van Borneo. De meeste eigenschappen van deze soort moeten nog worden geïdentificeerd.

## Uiterlijk
De paddenstoel heeft de vorm van een zeespons en werd aangetroffen in 2010 in het Nationaal Park Lambir Hills, in Sarawak, Maleisië. Hij is feloranje, maar kan paars worden wanneer hij in aanraking komt met een sterke base. De geur is volgens de beschrijving in het wetenschappelijk tijdschrift Mycologia fruitachtig tot muf.
Onder een rasterelektronenmicroscoop lijken de sporenvormende delen van de schimmel op een zeebodem bedekt met buisvormige sponzen.
De paddenstoel lijkt ook net als een spons water te absorberen en na uitwringen zijn oorspronkelijke vorm weer aan te nemen.

## Bron
- (en) 'SpongeBob' mushroom discovered in the forests of Borneo, June 15
- Desjardin, D.E., Peay, K.G. & Bruns, T.D. (2011). Spongiforma squarepantsii, a new species of gasteroid bolete from Borneo. Mycologia 103(5): 1119–1123; DOI:10.3852/10-433